# XXVI століття
XXVI століття — за григоріанським календарем проміжок часу між 1 січня 2501 і 31 грудня 2600.

## Очікувані астрономічні події
- 5 травня 2600 в Лондоні відбудеться повне сонячне затемнення вперше з 2151 року (майже через 500 років)[1][2].
- 2562 рік — карликова планета Ерида здійснить перший повний оберт навколо Сонця з моменту її відкриття в 2005 році.

## Вигадані події
- У XXVI столітті відбуваються події комп'ютерної гри StarCraft II.
- У XXVI столітті відбувається дія роману Планета мавп.